# The Essential Santana
The Essential Santana é uma coletânea lançada em 10 de setembro de 2002 pela banda americana Santana. É parte da série de coletâneas The Essential lançada pela Columbia Records. Chegou à 125ª colocação na parada The Billboard 200.

## Faixas

### Disxo um
1. "Jingo" (Olatunji, Santana) – 4:22
2. "Evil Ways" (Henry, Zack) – 3:56
3. "Soul Sacrifice" (Areas, Brown, Carabello, Rolie, Santana, Shrieve) – 6:36
4. "Black Magic Woman/Gypsy Queen" (Green, Szabo) – 5:19
5. "Oye Como Va" (Puente) – 4:17
6. "Samba Pa Ti" (Santana) – 4:46
7. "Everybody's Everything" (Brown, Moss, Santana) – 3:32
8. "No One to Depend On" (Carabello, Escovedo, Rolie) – 5:24
9. "Toussaint l'Overture" (Areas, Brown, Carabello, Rolie, Santana, Shrieve) – 5:56
10. "Guajira" (Areas, Brown, Reyes) – 5:44
11. "La Fuente del Ritmo" (Lewis) – 4:33
12. "In a Silent Way" (Zawinul) – 7:58
13. "Love, Devotion and Surrender" (Kermode, Santana) – 3:38
14. "Mirage" (Patillo) – 4:43
15. "Carnaval" (Coster, Santana) – 2:15
16. "Let the Children Play" (Patillo, Santana) – 3:28
17. "Jugando" (Areas, Santana) – 2:12

### Disco dois
1. "She's Not There" (Argent) – 4:09
2. "Dance Sister Dance (Baila Mi Hermana)" – (Chancler, Coster, Rubinson) – 8:00
3. "Europa (Earth's Cry Heaven's Smile)" (Coster, Santana) – 5:05
4. "Stormy" (Buie, Cobb) – 4:47
5. "Well...All Right" (Allison, Holly, Mauldin, Petty) – 4:09
6. "Open Invitation" (Lambert, Margen, Potter, Santana, Walker) – 4:45
7. "Aqua Marine" (Pasqua, Santana) – 5:35
8. "You Know That I Love You" (Ligertwood, Pasqua, Santana, Solberg) – 3:57
9. "All I Ever Wanted" (Ligertwood, Santana, Solberg) – 3:35
10. "Winning" (Ballard) – 3:29
11. "Hold On" (Thomas) – 4:36
12. "Nowhere to Run" (Ballard) – 2:53
13. "Say It Again" (Garay, Goldstein, Lapeau) – 3:28
14. "Veracruz" (Cohen, Miles, Rolie, Santana, Thompson) – 3:46
15. "Blues for Salvador" (Santana, Thompson) – 5:57
16. "The Healer" (Hooker, Rogers, Santana, Thompson) – 5:38